# گنجشک سومالی
گنجشک سومالی (نام علمی: Passer castanopterus) نام یک گونه از سرده گنجشک‌های راستین است.